# SSM-700K Hae Song
SSM-700K Hae Song (jinak též C-Star) je podzvuková protilodní střela vyvinutá pro námořnictvo Korejské republiky. Může být vypuštěna z válečných lodí, ponorek, vrtulníků, letadel či z pobřeží. Jsou jí vyzbrojeny například korejské torpédoborce tříd Čchungmukong I Sun-sin a Tchedžo Veliký či hlídkové lodě třídy Yoon Youngha.

## Vývoj

SSM-700K Hae Song

Vývoj střely probíhal v letech 1996–2003 ve spolupráci agentury ADD (Agency for Defence Development) a společnosti LIG Nex1 (součást LG Group). Zkušební testy proběhly v roce 2003 na korvetě Andong třídy Pchohang. Předsériová produkce byla zahájena v roce 2004, přičemž od roku 2006 je střela vyráběna sériově. Konstrukce střely vychází z amerického typu Boeing Harpoon. Střela startuje pomocí raketového motoru a v letové fázi ji pohání proudový motor. Pohybuje se přitom nízko nad hladinou, což znesnadňuje její odhalení a zničení.

## Hae Song II
Dalším vývojem protilodní střely Hae Son vznikla protizemní střela Hae Son II (jinak též Tactical Surface Launch Missile – TSLM) s dosahem 200 km. Její vývoj začal roku 2011 a od roku 2016 jí začaly být jako první vyzbrojovány jihokorejské fregaty třídy Inčchon. Tato verze je vypouštěna ze stejných kontejnerů jako střely Hae Song a nese kazetovou submunici (zřejmě především k ničení pobřežních baterií). K roku 2017 by již měl být dokončen vývoj komostartující verze, využívající jihokorejské kontejnery K-VLS. Jejich zavedení je plánováno na rok 2019. Střela byla veřejně poprvé představena na veletrhu MADEX 2017.

## Uživatelé
- Jižní Korea – Námořnictvo Korejské republiky je hlavním uživatelem střel SSM-700K. Jsou ve výzbroji torpédoborců třídy Tchedžo Veliký, fregat třídy Inčchon a raketových člunů třídy Yoon Youngha.
- Kolumbie – Kolumbijské námořnictvo zakoupilo 16 střel SSM-700K pro své fregaty třídy Almirante Padilla.[3]
- Filipíny – Filipínské námořnictvo plánuje střelami SSM-700K vyzbrojit fregaty třídy José Rizal.